# Föderationsfest

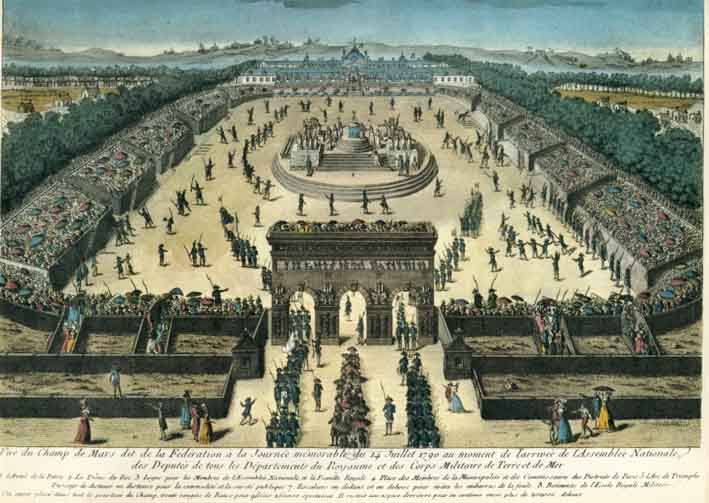
Das Föderationsfest am 14. Juli 1790 auf dem Marsfeld, Musée de la Révolution française.

Das Föderationsfest (französisch Fête de la Fédération) ist ein berühmtes Fest auf dem Marsfeld (Champ de Mars) in Paris, das am 14. Juli 1790 zum ersten Jahrestag der Erstürmung der Bastille abgehalten wurde. Es ist eines der wichtigsten Revolutionsfeste der Französischen Revolution. 60.000 Abgesandte aus 83 Departements versammelten sich zu den Feierlichkeiten. Ludwig XVI. von Frankreich schwor dabei den Eid auf die Verfassung.

## Vorgeschichte
Vorbild waren regionale Föderationsfeste der Nationalgarden, die in Südfrankreich schon im August 1789 abgehalten worden waren und überall in Frankreich aufkamen. Dem Vorschlag der Pariser Stadtverwaltung, in Paris ein nationales Föderationsfest abzuhalten, stimmte die parlamentarische Versammlung Konstituante zu. Der Kommandant der Pariser Nationalgarde La Fayette begann daraufhin mit der Planung eines nationalen Föderationsfestes in Paris zur Erinnerung an den Sturm auf die Bastille auf den ersten Jahrestag des Ereignisses. Wegen der geringen verbliebenen Zeit bis dahin geriet jedoch die Vorbereitung wie die Feier selbst zur Improvisation.
Im Jahre 1790 erklärte das Parlament diese erste Erinnerungsfeier für den 14. Juli 1789 zum Fest der Versöhnung und der Einheit aller Franzosen. Man wollte damit einesteils die Legitimität König Ludwigs XVI. nicht bestreiten, andererseits den allgemeinen Wunsch nach Eintracht und nationaler Versöhnung demonstrativ ausdrücken. Jean-Sylvain Bailly, französischer Astronom und erster Bürgermeister von Paris, schlug vor, dass die geplante Festversammlung zum 14. Juli dem Bekenntnis zur Freiheit gelten sollte. Am Festtag sollte man nach Baillys Vorschlag auf die Erhaltung und die Verteidigung der Freiheit einen Schwur ablegen. Charon, der Präsident der Pariser Kommune, rief Parolen wie „Franzosen, wir sind frei! Franzosen, wir sind Brüder!“

## Vorbereitungen auf dem Marsfeld
Das Champ de Mars, das zu dieser Zeit weit außerhalb von Paris lag, wurde für die geplanten Feierlichkeiten und Militärparaden ausgebaut. In der Mitte wurde der Altar des Vaterlands errichtet. An den Stirnseiten wurde an einem Ende ein Triumphbogen für den Durchmarsch der Paradetruppen und am gegenüberliegenden das Zelt des Königs aufgebaut. An den Längsseiten wurden Erdwälle aufgeschüttet, in die stufenförmig erhöhte Plattformen für die Zuschauerplätze eingezogen wurden. Insgesamt boten die Tribünen ca. 400.000 Zuschauern Platz. Diese Tribünen bestanden dann noch bis ins Zweite Kaiserreich, in die zweite Hälfte des 19. Jahrhunderts hinein.
Am 1. Juli 1790 begannen 1.200 Arbeiter mit den Erdarbeiten. Sie wurden zwar verpflegt, aber schlecht bezahlt. Als ihnen unter dem Zeitdruck der verbleibenden zwei Wochen zu langsames Arbeiten vorgeworfen wurde, drohten sie damit, die Bauarbeiten einzustellen. Man appellierte daher auch an die Gutwilligkeit der Pariser, die sich dann auch in großer Zahl an den Vorbereitungen mit freiwilligen unbezahlten Arbeiten beteiligten.
Als Vorbilder engagierten sich auch hochrangige Vertreter der Gesellschaft. Ludwig XVI. kam aus Saint-Cloud herbei und schwang die Spitzhacke. Der Pariser Kommandant La Fayette schuftete in Hemdsärmeln wie ein Arbeiter. Alsbald glich das Marsfeld einem emsigen menschlichen Ameisenhaufen, in dem die Arbeiter des Faubourg Saint-Antoine neben den Edelleuten arbeiteten, die Mönche neben den Bürgerlichen, und wo die Kurtisanen den Damen aus den feinen Stadtvierteln die Hand drückten. Die Köhler, die Fleischer und die Drucker kamen mit ihren trikoloregeschmückten Zunftfahnen. Freudig sang man das Ça ira und andere patriotische Lieder. Soldaten mischten sich unter die Nationalgardisten. Die Pariser brachten ca. 50.000 aus der Provinz kommende Föderalisten bei sich unter. In der neuen Militärschule wohnten die Familien der Parlamentarier.

## Das Föderationsfest
Das Fest fand dann am 14. Juli 1790 statt, auf den Tag genau ein Jahr nach dem Sturm auf die Bastille. Um vier Uhr morgens begannen die Festivitäten im starken Regen, der den ganzen Tag über anhalten sollte.
Die Zuschauer ließen sich auf den um die Aufmarschfläche errichteten Rängen nieder, Ludwig XVI. im für ihn errichteten Pavillon vor der École Militaire. Die Messe hielt Talleyrand, unter dem Ancien Régime Bischof von Autun. La Fayette ritt in Gala auf einem Schimmel herein und stieg aufs Podium. Ludwig XVI. schwor auf Nation und Gesetz, die Menge sprach den Schwur nach und man stimmte ein Te Deum an, dann ging man wieder auseinander unter Umarmungen und Vivatrufen, viele von ihnen auf Ludwig XVI.
14.000 Föderalisten kamen aus den Provinzen, jede Abteilung der Nationalgarde entsandte zwei von hundert Männern. Sie marschierten unter dem Banner ihres Départements und mit ihren Trommeln in 83 Gruppen auf.
Mit Erlaubnis der Konstituante nahm auch eine Delegation der Vereinigten Staaten von Amerika am Föderationsfest teil, mit John Paul Jones, Thomas Paine, James Swan, Joel Barlow und anderen. Bei dieser Gelegenheit wehte zum ersten Mal das Sternenbanner außerhalb der jungen amerikanischen Republik.
Auch im Ausland beging man in vielen Städten, darunter Hamburg, den Jahrestag der Erstürmung der Bastille als Freiheitsfest.

## Wirkungen und Darstellungen
Ein weiteres Föderationsfest fand am 14. Juli 1792 statt, doch waren die Eintracht und der Schwung der ersten Feier schon durch wachsendes Misstrauen dahin. Während der Herrschaft der Hundert Tage im Jahre 1815 versuchte man in Paris und in der Bretagne eine Wiederbelebung, jedoch vergebens.
Auf Vorschlag des Deputierten Benjamin Raspail und in Erinnerung ans Föderationsfest wurde am 6. Juli 1880 der 14. Juli offiziell zum französischen Nationalfeiertag erklärt.
Das von Marie-Joseph Chénier und François Joseph Gossec verfasste Lied des 14. Juli (Chant du 14 juillet) sang man in den Écoles Normales bis zum Zweiten Weltkrieg.
Das Föderationsfest wurde vielfältig im Bild dargestellt, etwa auf Gemälden von Hubert Robert und Charles Thévenin.
Frankreich hat 2015 zum 225. Jahrestag des Föderationsfestes eine 2-Euro-Gedenkmünze ausgegeben.

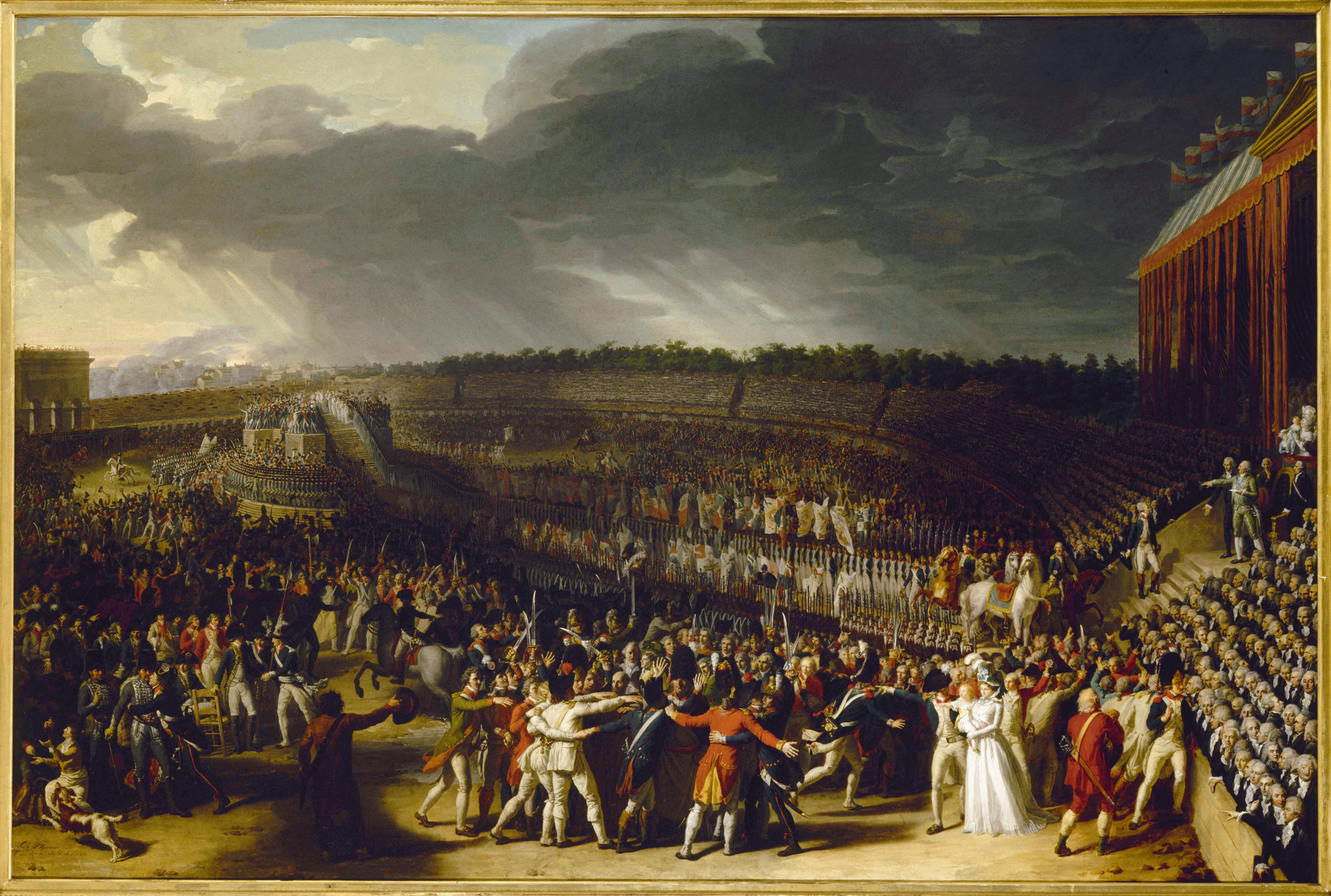
La Fête de la Fédération, Öl auf Leinwand, 1790 von Charles Thévenin.
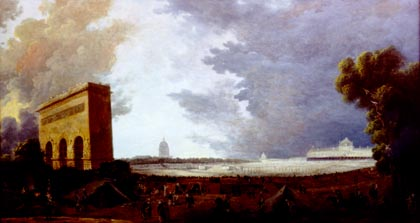
Der Triumphbogen des Föderationsfestes von Hubert Robert.
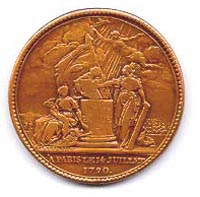
Erinnerungsmedaille.
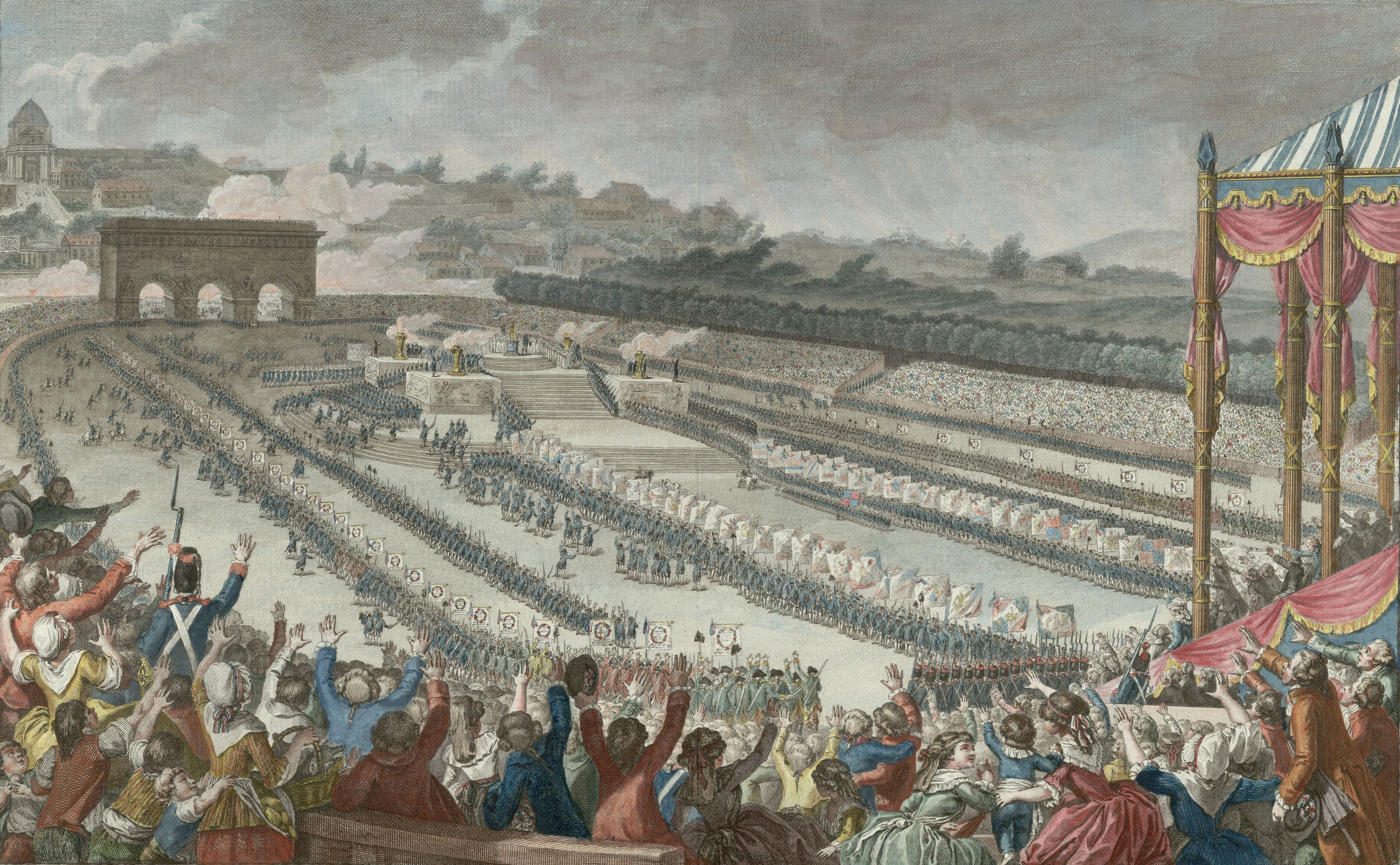
Blickrichtung hinter dem Zelt des Königs auf das Föderationsfest.
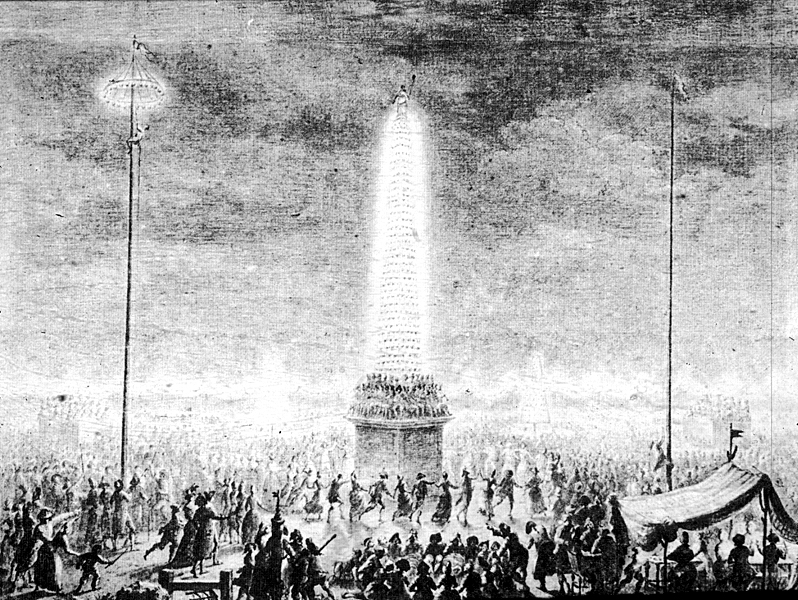
Ausschnitt des Föderationsfestes.